# Vehiculul spațial Spirit
Vehiculul spațial Spirit, denumit oficial Mars Exploration Rover - A sau MER-A, este primul dintre cele două vehicule spațiale de tip „rover” ale misiunii Mars Exploration Rover a organizației NASA. „Rover” e un cuvânt englez cu traducerea „vagabond” și care aici se referă la un automobil pentru teren accidentat. A amartizat cu succes la ora 04:35 UTC în ziua de 4 ianuarie 2004. A fost urmat de „fratele său geamăn”, Opportunity (MER-B), care după trei săptămâni a amartizat pe cealaltă parte a planetei. Numele lor au fost alese printr-un concurs de eseuri sponsorizat de NASA.
Spirit a absolvit cu succes misiunea sa planificată de 90 de zile marțiene. Însă curățarea naturală a panourilor sale solare de către vânt a avut ca rezultat o producție sporită de energie electrică, astfel că a continuat să funcționeze de peste douăzeci de ori mai mult decât prevăzuseră cei de la NASA. Spirit s-a deplasat 10 km pe suprafața lui Marte, față de 1 km cât se planificase inițial, reușind să studieze extensiv rocile marțiene și geografia zonei. Rezultatele științifice inițiale ale primei faze a misiunii au fost publicate într-un număr special al revistei Science.
La 1 mai 2009 (5 ani, 3 luni, 27 de zile terestre după amartizare și de 21,6 ori mai mult decât durata planificată) Spirit s-a împotmolit într-un sol moale. Evenimentul se mai întâmplase și timp de opt luni NASA a analizat situația cu grijă, rulând simulări teoretice și practice pe Pământ, după care a programat în cele din urmă „Spirit” să efectueze manevre de eliberare. Eforturile au continuat până la 26 ianuarie 2010 (6 ani și 22 de zile după amartizare; de 24,6 ori mai mult decât durata planificată), când oficialii NASA au anunțat că Spirit este blocat fără ieșire în solul moale, dar că va continua să efectueze cercetări științifice din această poziție.
În iulie 2010 echipa Spirit continua să aștepte mesaje ale vehiculului, care însă nu mai transmisese de la 22 martie 2010.
Jet Propulsion Laboratory (JPL), o divizie a California Institute of Technology din Pasadena, gestionează proiectul Mars Exploration Rover pentru birourile de Știință Spațială ale agenției NASA de la Washington, D.C.